# Zubrza (obwód lwowski)
Zubrza (ukr. Зубра, Zubra) – wieś na Ukrainie, w obwodzie lwowskim, w rejonie lwowskim (wcześniej w rejonie pustomyckim), siedziba rady wiejskiej. W 2020 roku liczyła 3689 mieszkańców.

## Historia
Janowi z Bierawy (być może herbu Strzała) król Władysław Jagiełło za zasługi nadał 27 października 1407 roku wieś Zubrzę (koło Lwowa) pod warunkiem osobistej rezydencji na Rusi – jak argumentował – ze względu na małą liczbę ludzi i obowiązkiem dostarczania na wyprawy wojenne jednego kopijnika i dwóch łuczników. Wieś prawa wołoskiego, położona była w drugiej połowie XV wieku w ziemi lwowskiej województwa ruskiego.
W latach 1858–1878 Zubrzę dzierżawił Kornel Ujejski.
W II Rzeczypospolitej miejscowość stanowiła początkowo samodzielną gminę jednostkową. 1 sierpnia 1934 roku w ramach reformy na podstawie ustawy scaleniowej została włączona do zbiorowej gminy wiejskiej Dawidów w powiecie lwowskim, w województwie lwowskim. W 1921 roku gmina Zubrza liczyła 1311 mieszkańców (674 kobiety i 637 mężczyzn) i znajdowały się w niej 232 budynki mieszkalne. 1308 osób deklarowało narodowość polską, 3 – rusińską (ukraińską). 1294 osoby deklarowały przynależność do wyznania rzymskokatolickiego, 11 – do ewangelickiego, 6 – do greckokatolickiego. Dodatkowo obszar dworski Zubrzy liczył 63 mieszkańców (32 kobiety i 31 mężczyzn) i znajdowało się w nim 5 budynków mieszkalnych. Wszystkie osoby deklarowały narodowość polską. 56 osób deklarowało przynależność do wyznania rzymskokatolickiego, 7 – do greckokatolickiego.
W czasie okupacji w niemieckiej rodzina Kurków (Józef, Tadeusz, Zofia, Stanisław i Helena) udzielili schronienia i pomocy pięciu żydowskim uciekinierom z obozu Ostbahn-Ausbesserungswerk (OAW) we Lwowie. Byli to przedwojenni mieszkańcy Lwowa: Leon Kobyliwker, Szlojme Kobyliwker, Wolf Bergman, Jakub Szechter, Mojżesz Bergman oraz Mojżesz Finkelsztajn. Rodzina Kurków została odznaczona orderem Sprawiedliwy wśród Narodów Świata. 
W 1944 Niemcy i własowcy, na podstawie ukraińskiego donosu, zastrzelili tutaj 25 młodych Polaków.
Po wojnie, w 1945 roku polska ludność Zubrzy została przesiedlona w rejony zachodniej Polski, w szczególności okolice Szczecina (Wielgowo-Sławociesze), ale też w okolice Jeleniej Góry m.in. do Zgorzelca.